# Tecnología del engaño
La tecnología del engaño es un concepto de ciberseguridad  que consiste en defenderse, frente a un ataque, mediante el establecimiento de un falso objetivo, muy controlado.
El concepto cyber deception fue introducido por primera vez por Gene Spafford (profesor de la Pudue University) en 1989. Gene hacía referencia a una defensa activa con el fin de identificar los ataques que hayan comenzado, identificar las técnicas de los atacantes y suministrarles datos falsos.

## Ventajas
Fundamentalmente esto consigue dos ventajas al que se defiende:
1. Ganar tiempo en defensa mientras el atacante se distrae con un activo ficticio.
2. Generar entendimiento de cómo ataca el atacante.
3. Reducir el ataque ya que el atacante está entretenido, antes de que impacte en el negocio.
4. Disuadir al atacante: si el atacante se hace consciente de que el objetivo conseguido no es real, tenga una decepción o dude.